# Старопівнічна бухта
Старопівні́чна бухта (крим. Staropivniçna körfezi) — бухта в Нахімовському районі Севастополя, на Північній стороні, частина Севастопольської бухти. Розташована за півтора кілометра на схід від Костянтинівського мису. Обмежена зі сходу мисом Кордоном.
Ця назва бухти з'явилася в 1910 році, змінивши колишню назву — Північна. Зміна назви була пов'язана з переносом суднопотоків з цієї бухти в сусідню з нею зі сходу, до якої і перейшла назва — «Північна».
У бухті є причальні споруди науково-дослідного інституту ЧНІДТС, рибколгоспу «Шлях Ілліча» і бази-стоянки рибалок-любителів.